# Пайнтопс (Північна Кароліна)
Пайнтопс (англ. Pinetops) — місто (англ. town) в США, в окрузі Еджком штату Північна Кароліна. Населення — 1200 осіб (2020).

## Географія
Пайнтопс розташований за координатами 35°47′29″ пн. ш. 77°38′16″ зх. д. / 35.79139° пн. ш. 77.63778° зх. д. (35.791256, -77.637814).  За даними Бюро перепису населення США в 2010 році місто мало площу 2,60 км², уся площа — суходіл.

## Демографія
Згідно з переписом 2010 року, у місті мешкали 1374 особи в 570 домогосподарствах у складі 397 родин. Густота населення становила 529 осіб/км².  Було 664 помешкання (256/км²).
Расовий склад населення:
| - 65,2 % — чорних або афроамериканців - 34,2 % — білих - 0,2 % — корінних американців |

До двох чи більше рас належало 0,4 %. Частка іспаномовних становила 0,3 % від усіх жителів.
За віковим діапазоном населення розподілялося таким чином: 24,9 % — особи молодші 18 років, 59,6 % — особи у віці 18—64 років, 15,5 % — особи у віці 65 років та старші. Медіана віку мешканця становила 41,2 року. На 100 осіб жіночої статі у місті припадало 84,2 чоловіків;  на 100 жінок у віці від 18 років та старших — 75,8 чоловіків також старших 18 років.
Середній дохід на одне домашнє господарство  становив 35 963 долари США (медіана — 22 798), а середній дохід на одну сім'ю — 43 762 долари (медіана — 27 045). За межею бідності перебувало 37,7 % осіб, у тому числі 71,8 % дітей у віці до 18 років та 15,9 % осіб у віці 65 років та старших.
Цивільне працевлаштоване населення становило 389 осіб. Основні галузі зайнятості: освіта, охорона здоров'я та соціальна допомога — 25,4 %, роздрібна торгівля — 19,3 %, виробництво — 18,8 %.